# Танатоз
Танато́з, или симуляция смерти, или тоническая иммобилизация, или акине́з — защитная поведенческая реакция у некоторых видов животных, таких как опоссумы, лягушки и жабы, жуки-пилюльщики, сенокосцы, ужи и пр. Животное замирает, часто принимая неестественную для себя позу, чтобы остаться незамеченным либо отпугнуть активного хищника, избегающего падали. Этим танатоз отличается от катаплексии, при которой животное просто на время замирает.
Согласно классификации защитных приспособлений, относится к категории отрицательных двигательных реакций, в отличие, например, от убегания либо агрессии, которые относятся к положительным двигательным реакциям.

## Танатоз у разных животных
- Опоссум притворился мёртвым
- Квакша филломедуза Бурмейстера
- Паук Latrodectus geometricus
- Чёрный стриж